# Тектоніти

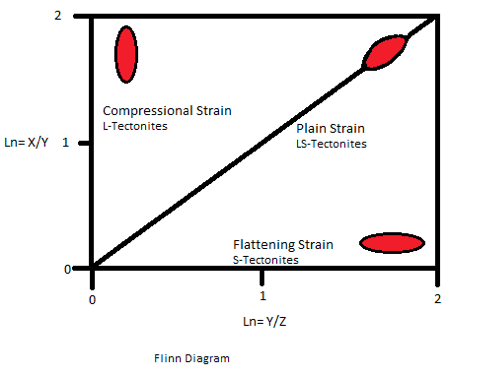
Діаграма, яка ілюструє S, Ls, і L типи тектонітів.

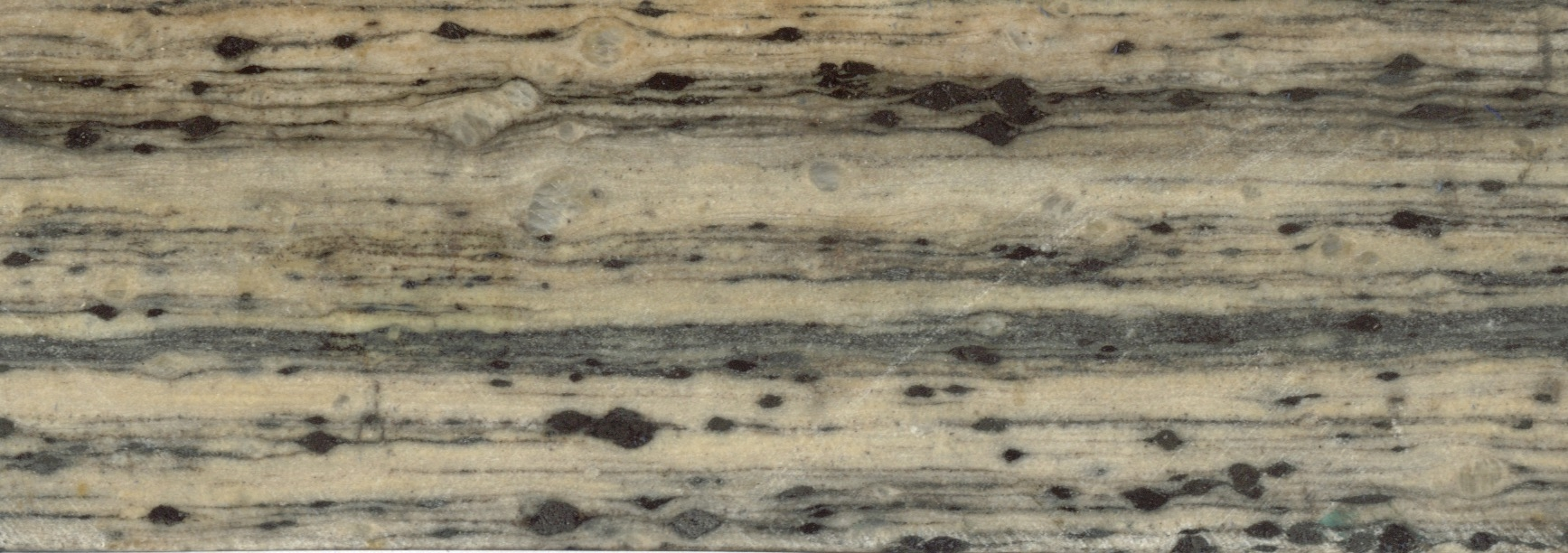
L-S тектоніт. Площина S.

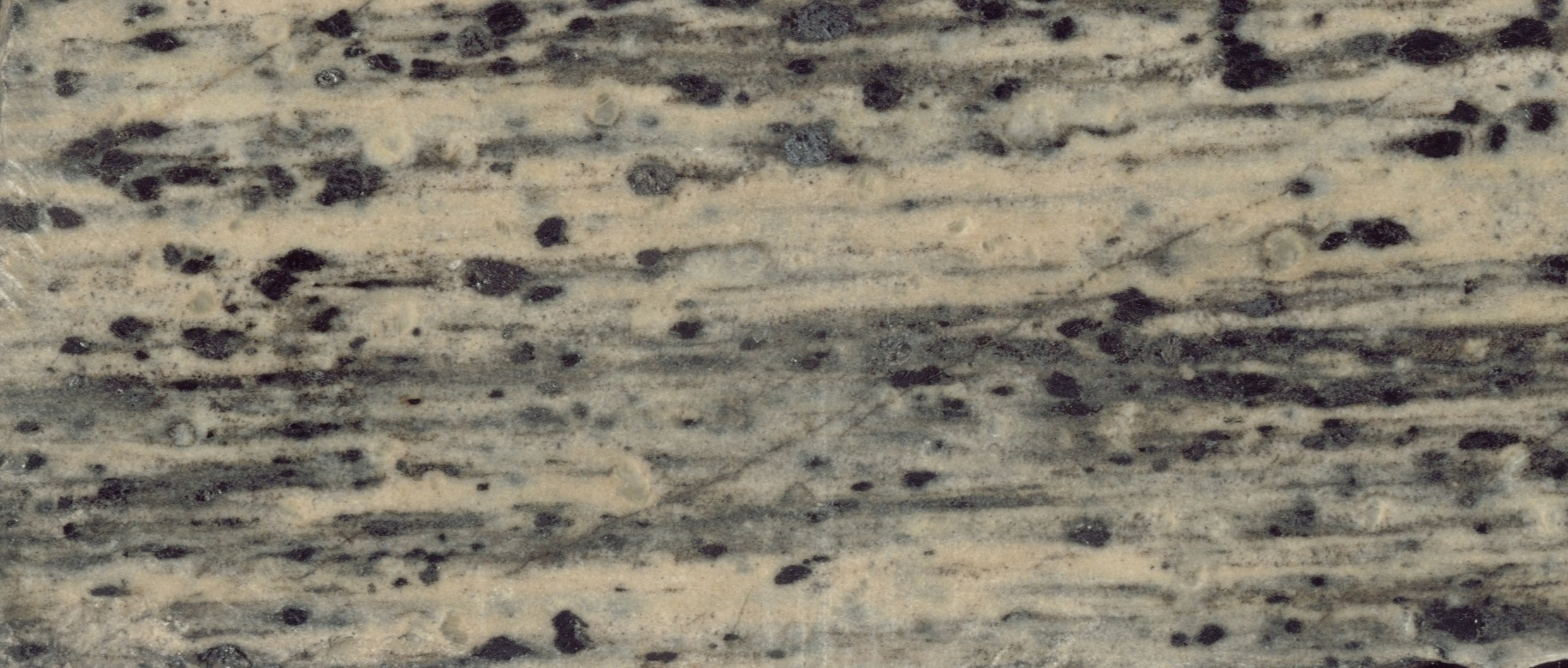
L-S тектоніт. Зріз перпендикулярний площині S.

Тектоніти (рос. тектониты, англ. tectonites, нім. Tektoniten m pl) — загальна назва гірських порід, які виникають внаслідок дроблення і перетирання початкових порід під дією тектонічних рухів (т.зв. мілоніт і катаклаз), іноді з наступною перекристалізацією породоутворюючих мінералів (філоніт).
Тектоніти — це метаморфічні або тектонічно дюеформовані породи, тканина яких відображає історію їх деформації, або породи з тканиною, яка чітко демонструє скоординовані геометричні особливості, які вказують на безперервний твердий (в’язкий) потік під час формування. Площинне розшаровування є результатом паралельної орієнтації пластинчастих мінеральних фаз, таких як філосилікати або графіт. Тонкі призматичні кристали, такі як амфібол, утворюють лінії, в яких ці призми або стовпчасті кристали стають вирівняними. Тектоніти — це гірські породи з мінералами, які зазнали впливу природних сил землі, що дозволило змінити їхню орієнтацію. Зазвичай це включає перекристалізацію мінералів і утворення фоліації. Тектоніти вивчаються за допомогою структурного аналізу.

## Класифікація й опис
За характером орієнтованості, що виражає тип їх диференціального руху, виділяються 3 групи тектонітів:
- S-тектоніти,
- В-тектоніти,
- R-тектоніти.

Для S-тектонітів характерне ковзання по одній площині, що обумовлює розвиток сланцюватості, паралельно якій розташовуються пластинчасті мінерали, напр.., слюда. В-тектоніти поясні: у них ковзання відбувається вздовж 2 площин, які перетинаються по осі В. R-тектоніти — це Т. обертання, у них диференціальні рухи відбуваються по незліченній кількості площин, що утворюють пояс із віссю R. Зустрічаються також комбінації тектонітів попарно або всіх разом. За часом і особливостями утворення розрізняють Т. первинні, Т. вторинні, Т. плавлення.
Особливий різновид Т. складає тектонічний меланж, в якому великі уламки взяті в тонкоуламкову масу, часто представлену серпентинітами (серпентинітовий меланж). Уламки в Т., як правило, мають незграбну, нерідко гострокутну форму, покриті дзеркалами ковзання; уламки більш пластичних порід, зокрема серпентинітів, нерідко округлені. При метаморфізмі мілонітів в них з'являються ідіоморфні кристали польових шпатів (бластомілоніти).

## Різновиди
- Тектоніти первинні — різновид тектонітів, структурні особливості яких указують на їхнє утворення за рахунок диференціальних немолекулярних рухів речовини осадових, магматичних або метаморфічних гірських порід, що не зазнали раніше мілонітизації.
- Тектоніти вторинні — різновид тектонітів, структурні особливості яких указують на їхнє утворення за рахунок диференціальних немолекулярних рухів речовини тектонітів первинних.
- Тектоніти плавлення — різновид тектонітів, структурні особливості яких указують не тільки на диференціальні немолекулярні рухи речовини гірських порід, але й на їхнє часткове плавлення, що виникло при зрізних зусиллях (плавлення від напруження).